# Bojano
Bojano – miejscowość i gmina we Włoszech, w regionie Molise, w prowincji Campobasso.
Według danych na rok 2004 gminę zamieszkiwało 8314 osób, 169,7 os./km².